# Annelies Törös
Annelies Törös (Antuérpia a 6 de Março, de 1995) é uma modelo fotografia em bailarina belga de origem húngaro que foi eleita Miss Antuérpia em 2015, Miss Bélgica em 2015 e Miss Universo Bélgica em 2015. (Miss Universo 2015 top quinze).
Devido à sua origem familiar e ao facto de ter crescido num país multilíngue, Annelies fala fluentemente neerlandês, francês, alemão e inglês.